# Wang Jingguo
Wang Jingguo (chinois traditionnel : 王靖國, chinois simplifié : 王靖国, pinyin : Wáng Jìngguó, Wade-Giles : Wang Ching-kuo), (1893 - 1952), est un général chinois du Kuomintang. Il est le gendre du seigneur de la guerre Yan Xishan  qui contrôle la province du Shanxi de 1911 à 1949, et sert toute sa carrière dans son armée, participant à de nombreuses campagnes.

## Biographie
En 1936, des unités de Wang sont envoyées renforcer les forces de la province du Suiyuan en Mongolie-Intérieure, que contrôle Yan. Les ordres de Wang sont de défendre la région contre les armées mongoles pro-japonaises du Mengguguo, menées par le prince Demchugdongrub. Le commandant supérieur de Wang est alors Fu Zuoyi, un autre officier de Yan. Durant les affrontements avec le Mengguguo, les forces adverses sont virtuellement annihilées, le prince perd toutes ses bases au Suiyuan et dans la province du Cháhāěr qui ne sont pas sous la protection immédiate de l'armée japonaise du Guandong.
Lorsque les Japonais envahissent le Shanxi en 1937, Yan Xishan demande et reçoit de l'aide militaire des communistes de l'armée populaire de libération qui entrent au Shanxi et mènent des opérations dans la province. Fin 1938, Yan commence à s'effrayer de la rapide augmentation de l'influence et de la puissance des forces communistes au Shanxi, et il devient très hostile vis-à-vis des agents et soldats communistes. Afin d'enrayer la propagation du communisme dans les armées et les zones sous le contrôle de Yan, Wang Jingguo le convainc de former une « association nationale de camarades révolutionnaires », une organisation paramilitaire créée pour identifier et persécuter les communistes. Les actions de cette association entraînent la fin de toute coopération avec Yan durant l'hiver 1939. De 1939 à 1945, Yan réussit à préserver son territoire de l'influence et des activités communistes.
En 1948, toutes les forces nationalistes de Chine, et donc celles de Yan Xishan, sont vite submergées par les armées communistes. En mars 1948, Yan lui-même fuit Taiyuan, en emportant l'argent des finances du gouvernement provinciale, dans le but supposé de demander au gouvernement central d'envoyer du matériel et de l'approvisionnement à ses forces encerclées mais il ne revint jamais. Wang Jingguo se retrouve ainsi à la tête de ses forces restantes, en plus de soldats nationalistes qui se sont réfugiés à Taiyuan. Le supérieur direct de Wang, un officier japonais nommé Imamura Hosaku qui avait rejoint l'armée de Yan après la Seconde Guerre mondiale, continue de diriger la résistance. En avril 1949, les communistes lancent une attaque finale contre les derniers défenseurs de Taiyuan avec 1 300 pièces d'artillerie et une force trois fois plus nombreuse. Après la chute de Taiyuan, Wang Jingguo est capturé et est vu pour la dernière fois traîné par une corde dans les rues.